# Olivier Gourmet
Olivier Gourmet, född 22 juli 1963 i Namur, Vallonien, är en belgisk skådespelare.

## Utmärkelser
Gourmet vann pris som Bästa manliga skådespelare vid filmfestivalen i Cannes 2002 för Sonen.

## Roller i urval
- 1996 – Den åttonde dagen
- 1996 – Ett löfte
- 1999 – Rosetta
- 2002 – Sonen
- 2003 – Vargens tid
- 2004 – En smutsig affär
- 2005 – Barnet
- 2006 – Min son
- 2008 – Lornas tystnad
- 2010 – Svart Venus
- 2011 – Pojken med cykeln
- 2013 – Violette
- 2014 – Två dagar, en natt
- 2015 – Avril et le monde truqué (röst)
- 2016 – Den okända flickan
- 2016 – Monsieur Chocolat
- 2023 – Gryningsdåden vid Sambre (TV-serie)